# Annemarie Schwarzenbach
Annemarie Schwarzenbach (Zurique, 23 de Maio de 1908 - Sils im Engadin/Segl, 15 de Novembro de 1942) foi uma escritora, jornalista e fotógrafa suíça.
Filha de Alfred Schwarzenbach, grande industrial suíço do têxtil, estudou em Zurique, onde se licenciou e doutorou em História, e em Paris, na Sorbonne.
Viajou pelo Médio Oriente, África, Estados Unidos da América e Europa.
Escreveu romances e inúmeros artigos relatando as suas experiências de viagem.
Esteve por duas vezes em Lisboa.

## Biografia

Vista de Zurique, Suíça

Nasceu em Bocken, perto de Zurique, na Suíça. O seu pai, Alfred, era um abastado empresário da indústria da seda, enquanto a sua mãe, Renée, filha de um general suíço e descendente da aristocracia alemã, foi uma proeminente membro da elite, uma apaixonada cavaleira e uma distinta fotógrafa, talento este que viria a influênciar a vida de Annemarie; Embora se tenha dedicado ao seu marido e aos seus cinco filhos, teve um longo caso amoroso com a cantora de ópera alemã Emmy Krüger.
Annemarie desde cedo começou a vestir-se e a agir como um rapaz, comportamento que não foi desancorajado pelos pais, e que conservou-se durante a toda vida. De facto, mais tarde viria a ser frequentemente confundida com um jovem, revelando o seu aspecto andrógeno.

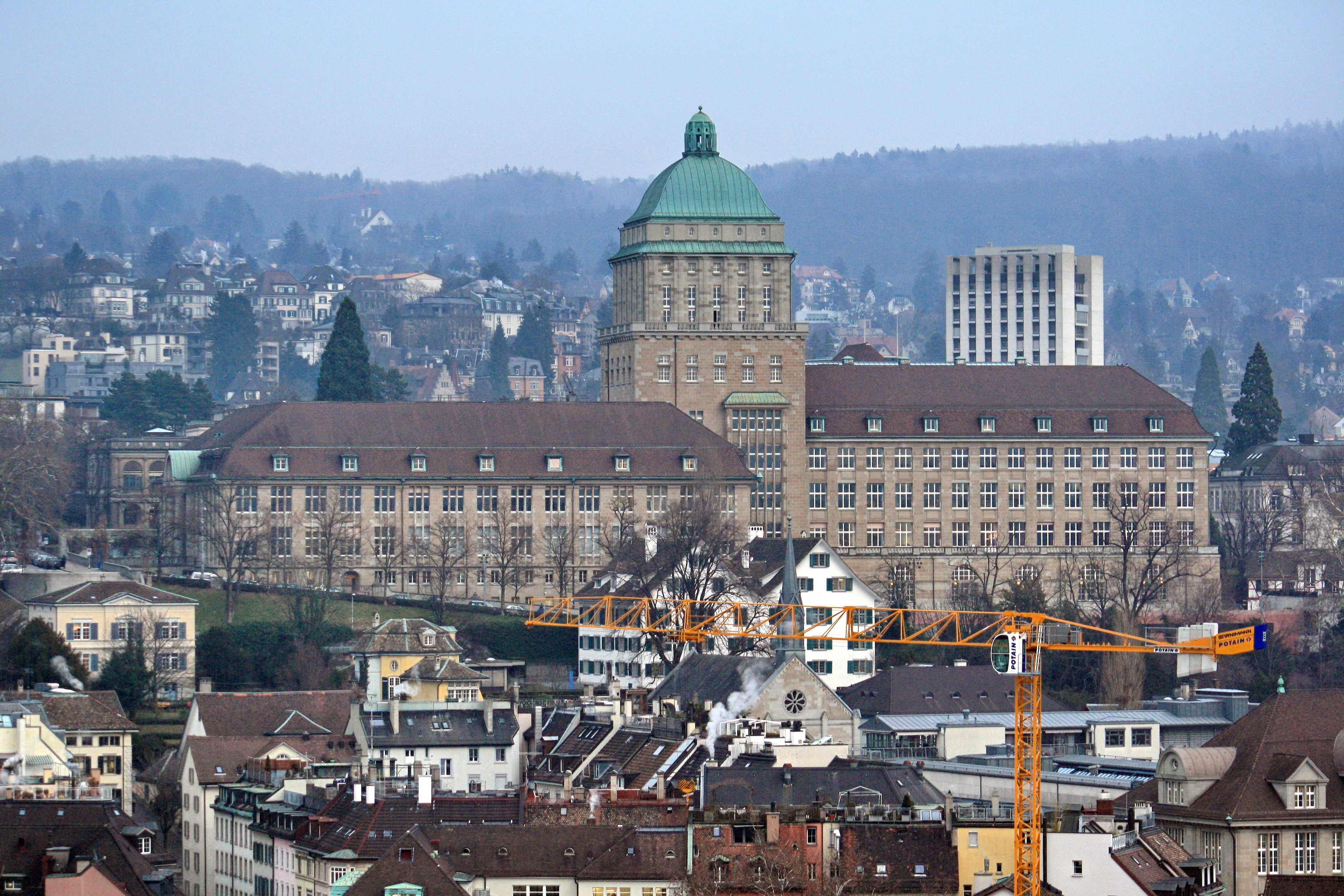
Universidade de Zurique, Suíça

Frequentou uma escola particular em Zurique, onde estudou Alemão, História e Música, por onde descobriu o gosto pela dança e pelo piano, porém a sua verdadeira vocação seria a escrita. Assim, obteve o doutoramento em História na Universidade de Zurique, tendo estudado também em Paris na Sorbonne, quando contava 23 anos. E, iniciada a carreira de jornalismo ainda enquanto estudante, publicou logo após a conclusão dos estudos o seu primeiro romance, Um Bernhard Freunde, que foi bem recebido.
Em 1930 conhece Erika Mann, escritora, actriz e filha de Thomas Mann. Fascinada pelo charme e pela auto-confiança desta, tem um relacionamento, porém pequeno, sendo que Erika desejava relacionar-se com outra mulher, a actriz Teresa Giehse, revelando-se uma decepção para Annemarie. Embora ainda ressentida pela rejeição de Erika, mantêm-se amigas e, a partir do ano seguinte, passa maior parte do seu tempo em Berlim.

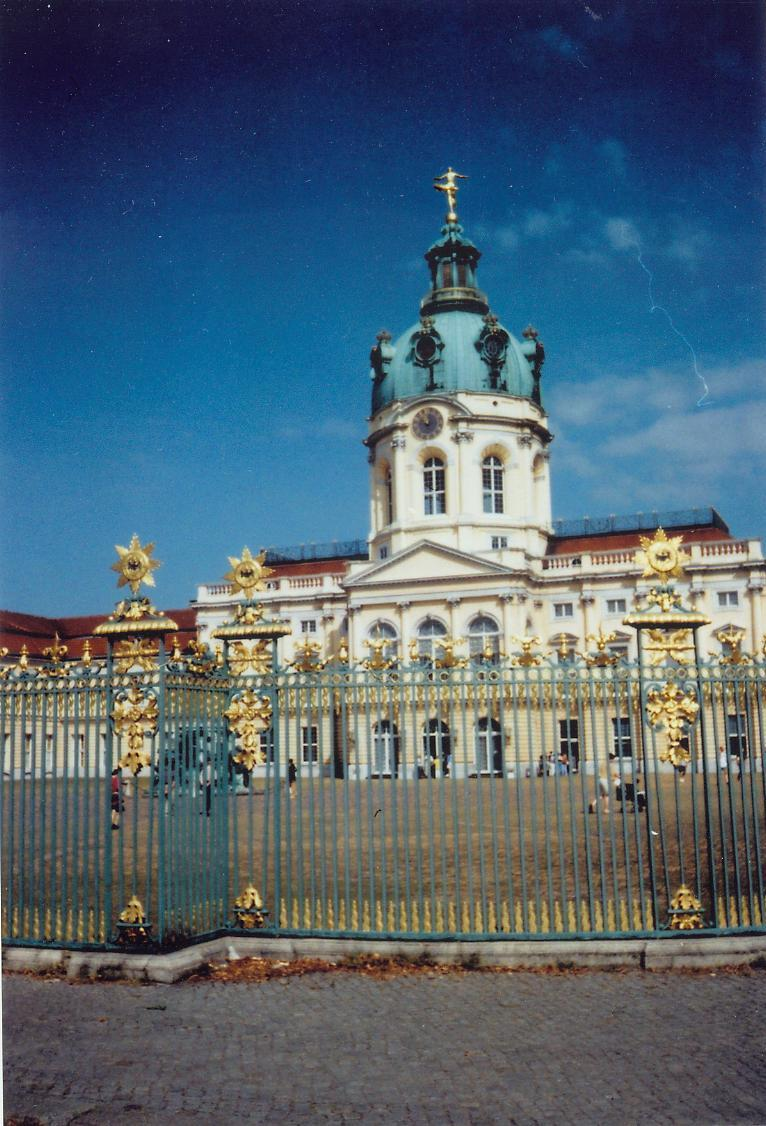
Charlottenburg, Berlim

Aií encontra a sua alma gêmea, Klaus Mann, irmão de Erika, e estabelece uma ligação afectiva com os Manns, como se estes fossem a sua família adoptiva. Nesse ambiente entrou em contacto com o uso de drogas e com o movimento artístico agitado da cidade durante o fim da República de Weimar. Viveu em Charlottenburg, onde guiava carros rápidos e explorou a vida nocturna da capital. Ela viveu perigosamente. Bebia demais. Nunca foi dormir antes do sol nascer, lembra um amigo, era uma cliente regular nos bares de lésbicas(...). A sua beleza andrógina fascinou e atraiu tanto homens como mulheres.
Em 1932, Annemarie planeia uma viagem de carro até à Pérsia, na companhia de Erika, Klaus e Ricki Hallgarten, amigo de infância de Klaus. Porém na noite de véspera da partida, Ricki, vítima de depressão, suicida-se na sua casa em Utting, no Ammersee, adiando assim a viagem.

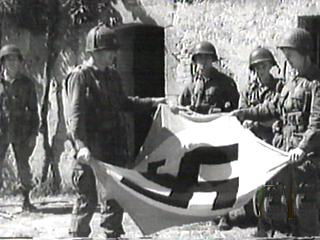
A ascensão do poder Nazi na Suíça levou Schwarzenbach a participar na criação de uma revista antifacista

Este estilo de vida boêmio de Annemarie terminou com a tomada de poder dos nazis, em 1933. A tensão com a família aumentou, quando estes simpatizaram com as idealogias nazistas, favorecendo a aproximação da Alemanha Nazi na Suíça. Além disso, os seus pais pressionaram-na para renunciar à relação com os Manns e do seu círculo de amigos, que contava com judeus e refugiados políticos alemães, e ajudar antes a reconstrução da Alemanha sob o domínio de Hitler. Perante esta situação, Annemarie ajudou por outro lado, mais tarde, a financiar juntamente com os Manns um protesto antifacista sob a forma de uma revista literária, A Assembleia, dirigida por Klaus Mann. Porém a pressão criada pelas suas idealogias políticas contraditórias com as que ascendiam na sociedade levou-a a cometer uma tentativa de suicídio, o que, por consequente, provocou um escândalo tanto na sua família, como no círculo conservador desta na Suíça.

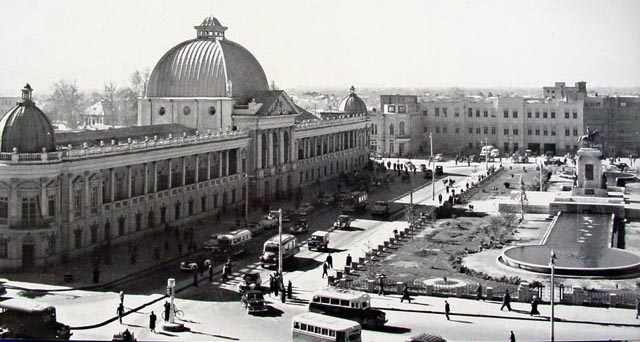
Teerão, Pérsia.

Começou então a viajar com frequência. Os primeiros destinos seriam pela Europa. Com a companhia de Klaus Mann conheceu a Itália, a França e a Escandinávia, entre 1931 e 1933. Nesse último ano viajou com a fotógrafa Marianne Breslauer para Espanha com o propósito de realizar um relatório acerca dos Pirenéus. Marianne era também fascinada pela sua beleza misteriosa. Ela não era nem um homem nem uma mulher, escreveu, mas antes um anjo, um arcanjo. Mais tarde, nesse mesmo ano, Annemarie viajou pela primeira vez para a Pérsia. Após o seu regresso à Suíça, acompanha Klaus ao evento da União de Escritores do Congresso, em Moscovo, marcando o clímax da carreira literária de Klaus. Annemarie, durante a sua próxima viagem, viria a sugerir-lhe casamento, embora soubesse que o amigo era homossexual. Esta proposta não avançou.
Em 1935 retornou à Pérsia, onde casou com o francês diplomata Claude Clarac, também homossexual. Foi um casamento de conveniência para ambos e conheciam-se apenas a algumas semanas. Infelizmente, mudaram-se para um zona isolada fora de Teerão, onde esta existência solitária teve um efeito adverso em Annemarie. Em consequência, refugiou-se na morfina que tinha anteriormente usado para diversas doenças. Voltou para a Suíça de carro, passando pela Rússia e pelos Bálcãs. Em Moscovo adquiriu os filmes e o diário de Lorenz Saladino, um alpinista suíço que perdeu a vida na fronteira russo-chinesa, levando assim o material para a Suíça.

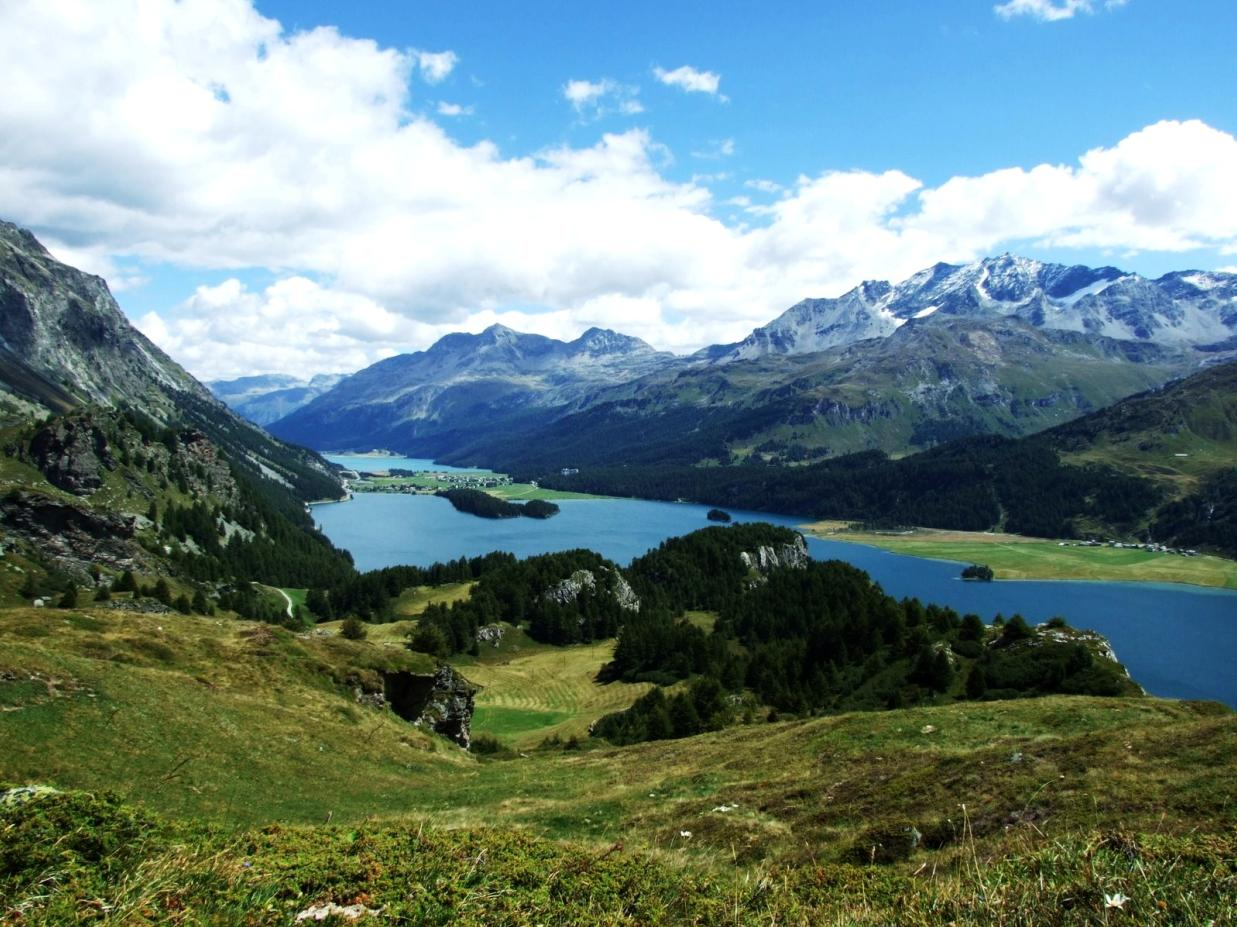
Lagos de Segl e Silvaplana, Suíça.

No entanto, uma vez em casa, não conseguiu enfrentar o isolamento que experimentou pela primeira vez na Pérsia. Alugou deste modo uma casa em Sils. Tornou-se um refúgio para si e para os seus amigos. Escreveu A Morte na Pérsia, que veio a ser publicado apenas em 1998, embora este tenha dado origem numa versão retrabalhada ao The Happy Valley, em 1940. Ai também escreveu o que viria a tornar-se no seu livro com mais sucesso, Lorenz Saladino: Ein Leben für die Berge.
Durante 1937 e 1938 as suas fotografias documentam a ascensão do fascismo na Europa. Visitou a Áustria, a Checoslováquia e Portugal, onde travou conhecimento com António Ferro. Pela primeira vez viajou, de carro ao longo da costa oriental, para os E.U.A, durante a qual acompanhou a sua amiga fotógrafa Barbara Hamilton-Wright. Em seguida, viajou para o sul e para as bacias de carvão das regiões industriais em torno de Pittsburgh, onde denuncia, através da fotografia, a pobreza aí vivida.

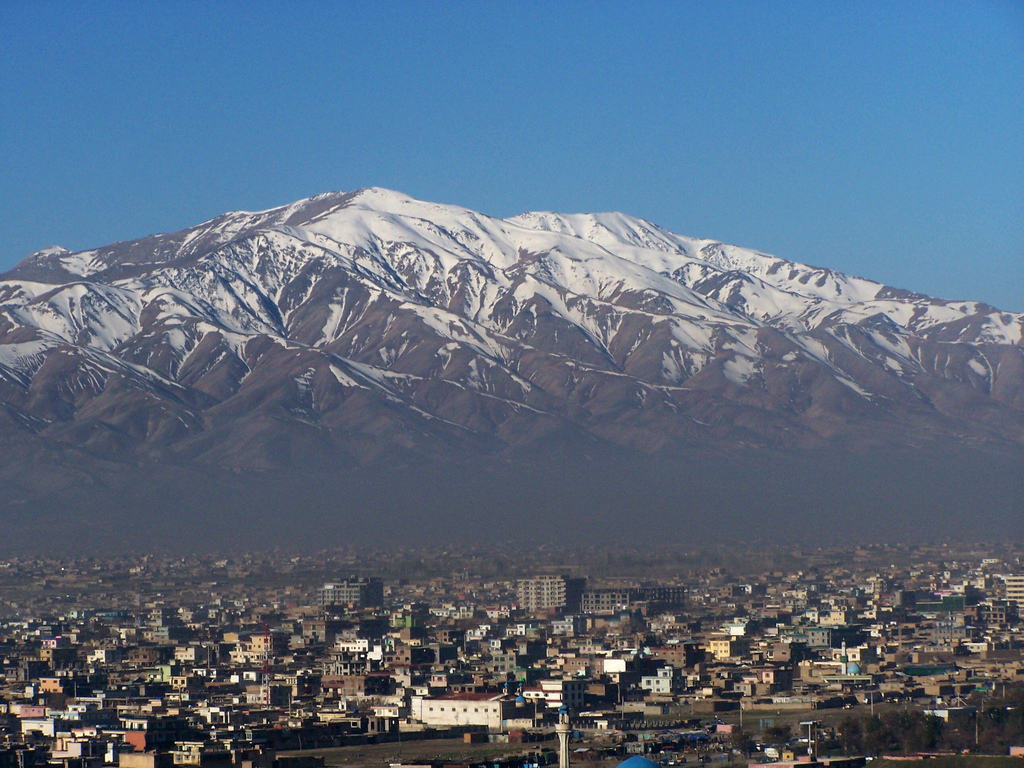
Montanhas de Cabul.

Em Junho de 1939, num esforço para combater a sua toxicodependência e como fuga das nuvens de violência que então pairavam sobre a Europa, embarcou numa viagem por terra em direcção ao Afeganistão, com a etnóloga Ella Maillart. Partiram de Genebra num pequeno carro Ford e passaram por Istambul, Trabzon e Teerão. No Afeganistão Annemarie ficou doente com bronquite, mas, devido à insistência desta, tomaram a rota do norte que vai de Herat para Cabul. Ai presenciaram o eclodir da Segunda Guerra Mundial. Porém, Maillart separou-se devido à toxicodependência de Annemarie. E apenas mais tarde, em 1940, encontraram-se novamente, quando Annemarie embarcava no navio de retorno à Europa. Esta viagem é descrita por Maillart no seu livro The Way Cruel, que foi dedicado a Christina (nome substituto de Annemarie, a pedido da sua mãe, Renée). Obra que veio a ser adaptada ao cinema sob o nome de The Jorney to Kafiristan, em 2001.
Durante esta viagem relatou que teve tanto um caso com a filha do embaixador turco em Teerão, como também com uma arqueóloga no Turquemenistão. De seguida viajou novamente para os E.U.A, onde encontrou-se com os velhos amigos Manns. Com eles, trabalhou num comité para ajudar os refugiados da Europa. No entanto, Erika decide subitamente viajar para Londres, o que decepcionou Annemarie ao ponto de se desiludir também com a vida que levava nos E.U.A. Entretanto entrou outra complicação na sua vida: num hotel encontrou a escritora Carson McCullers, então com 23 anos, que se apaixonou loucamente por ela. Ela tinha um rosto que eu sabia que iria assombrar-me para o resto da vida, escreveu Carson. Esta paixão não foi correspondida, na verdade, foi antes devastada pelo desinteresse de Annemarie. Ela sabia que não havia futuro nesta relação, evitando qualquer encontro com Carson, mas mesmo assim mantiveram a amizade e, mais tarde, tiveram uma longa correspondência. Carson dedicou-lhe o seu romance Reflexos nuns Olhos de Oiro. Entretanto Annemarie envolveu-se numa relação difícil com a esposa de um homem rico, a Baronessa Margot von Opel, lutando simultaneamente pelos sentimentos de Erika Mann. Esta situação levou-a a outra crise de depressão, e desta vez foi hospitalizada e a sua liberdade foi apenas concedida na condição de deixar os E.U.A.
Em Março de 1941 chegou à Suíça mas manteve-se por pouco tempo. Viajou como jornalista credenciada ao encontro da França Livre no Congo Belga, onde passou algum tempo mas impedida assumir a sua função. Em Maio de 1942 em Lisboa, conheceu o jornalista alemão Margret Boveri, que foi deportado dos E.U.A. Em Junho desse mesmo ano, já em Tétouan, encontrou novamente o seu marido Claude Clarac. Na viagem de regresso à Suíça cogita em novos planos - em Lisboa ofereceram-lhe uma posição como correspondente de um jornal suíço. Em Agosto, vive em Sils na companhia da actriz Teresa Giehse.
No dia 7 de Setembro de 1942, em Engadina, caiu da bicicleta e sofreu uma lesão grave na cabeça e, na sequência de um diagnóstico equivocado da clínica onde estava a ser tratada, morreu a 15 de Novembro. Nos seus últimos dias de vida foi impedida pela sua mãe de ver Clarac Claude, que tinha vindo directamente de Marselha para Sils, e de ver também os seus restantes amigos. Após a sua morte a mãe destruiu imediatamente os diários e as cartas de Annemarie. As fotografias e os trabalhos literários ficaram no cuidado de um amigo e foram posteriormente arquivados no Arquivo de Literatura da Suíça, em Berma.
Durante a maior parte da década final da sua vida, era viciada em morfina, embora tenha escrito abundantemente, e estava intermitentemente sob tratamentos psiquiátricos. Sofria de depressão, resultado da relação conturbada que teve com a mãe dominadora. Trouxe-me como um rapaz e como uma criança prodígio, recordou Annemarie, Ela deliberadamente mantinha-me só, para manter-me com ela(...). Mas eu nunca consegui escapar dela, porque eu sempre fui mais fraca, mas, por causa de eu não conseguir discutir o meu caso, senti forte e disso estava certa. E enquanto eu amo-a. Os problemas familiares eram exacerbados pelo apoio político na ala direita pelos membros da família, enquanto ela odiava os nazistas.
Apesar dos seus problemas, Annemarie foi extraordinariamente prolífica: para além dos seus livros, escritos entre 1933 e 1942, produziu cerca de 170 artigos e 50 foto-reportagens em revistas jornais e suiços e alemães.
Annemarie é intrepetada por Klaus Mann, em dois romances deste, como Joana em Flucht in der Norden (1934) e como o Anjo dos despossuídos, em Vulkan (1939).

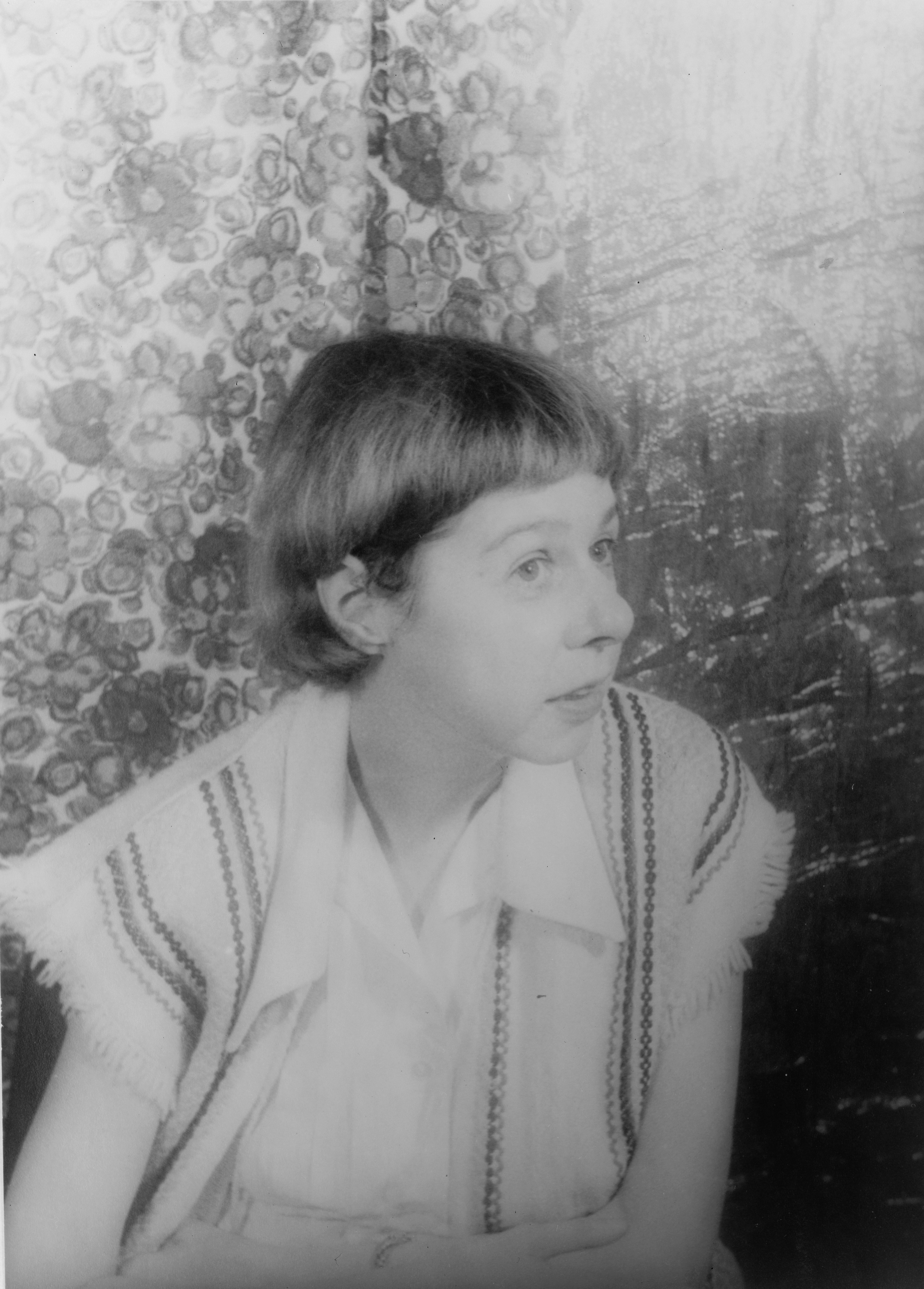
Carson McCullers

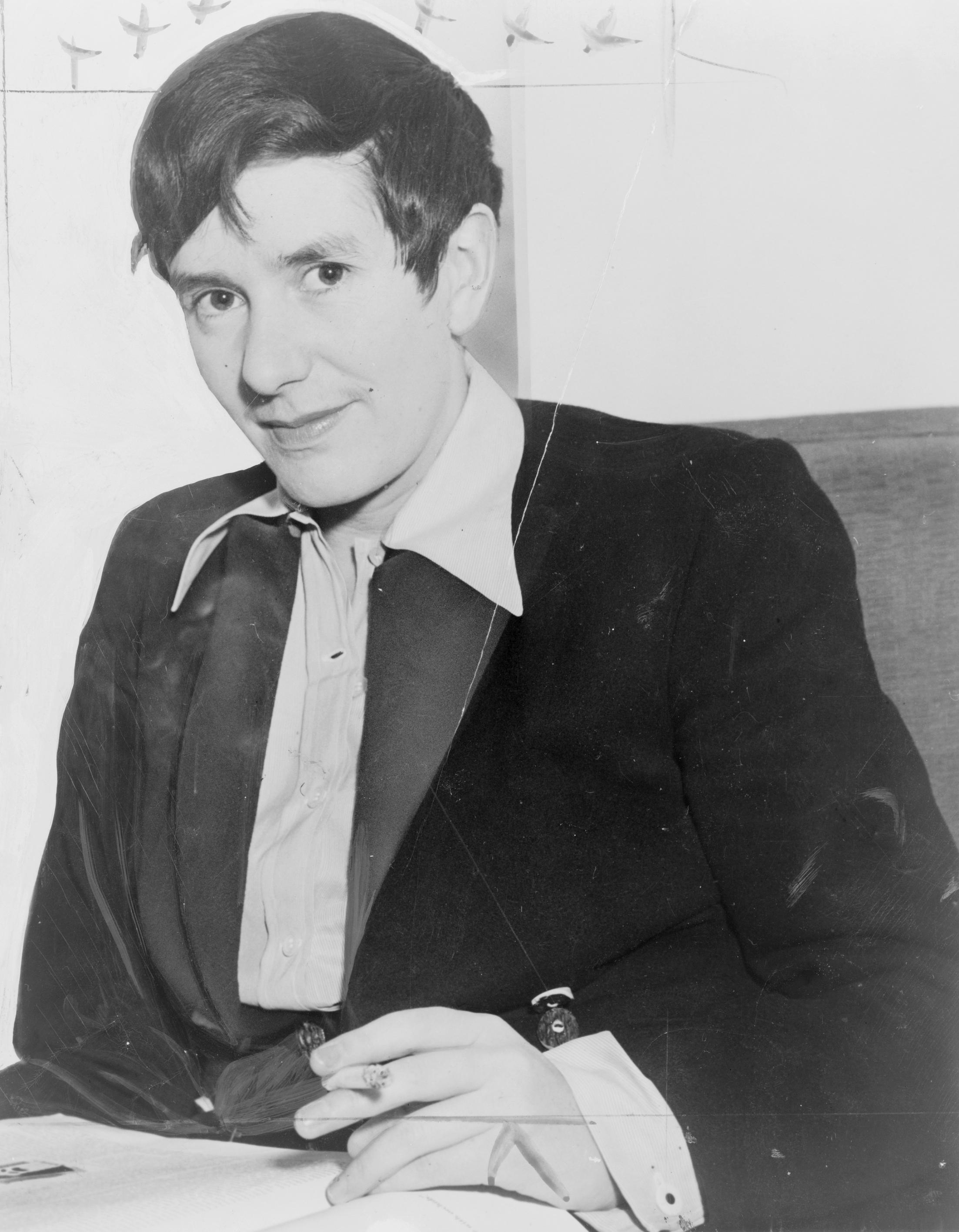
Erika Mann

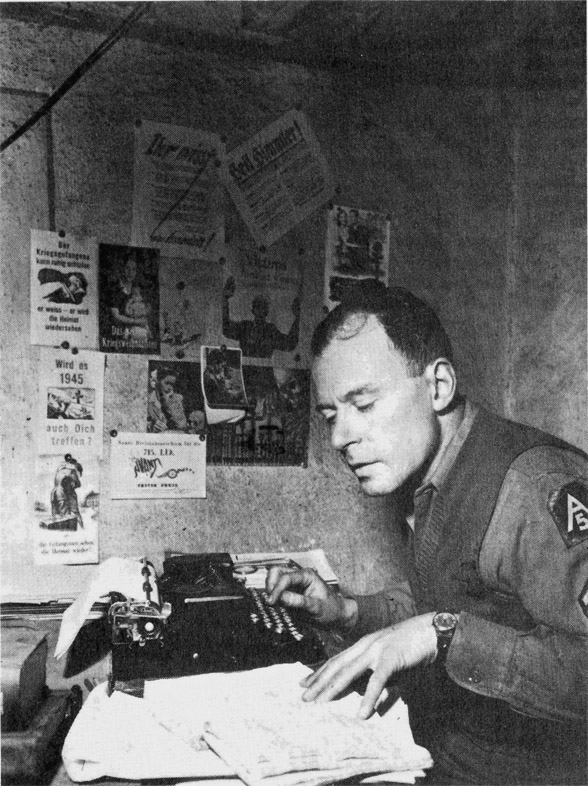
Klaus Mann

| “ | Ah, despertar mais uma vez sem sentir as suas garras, por uma vez não ficar só e entregue ao medo! Sentir a respiração feliz do mundo! Ah, viver mais uma vez! | ” |

## Obras Publicadas

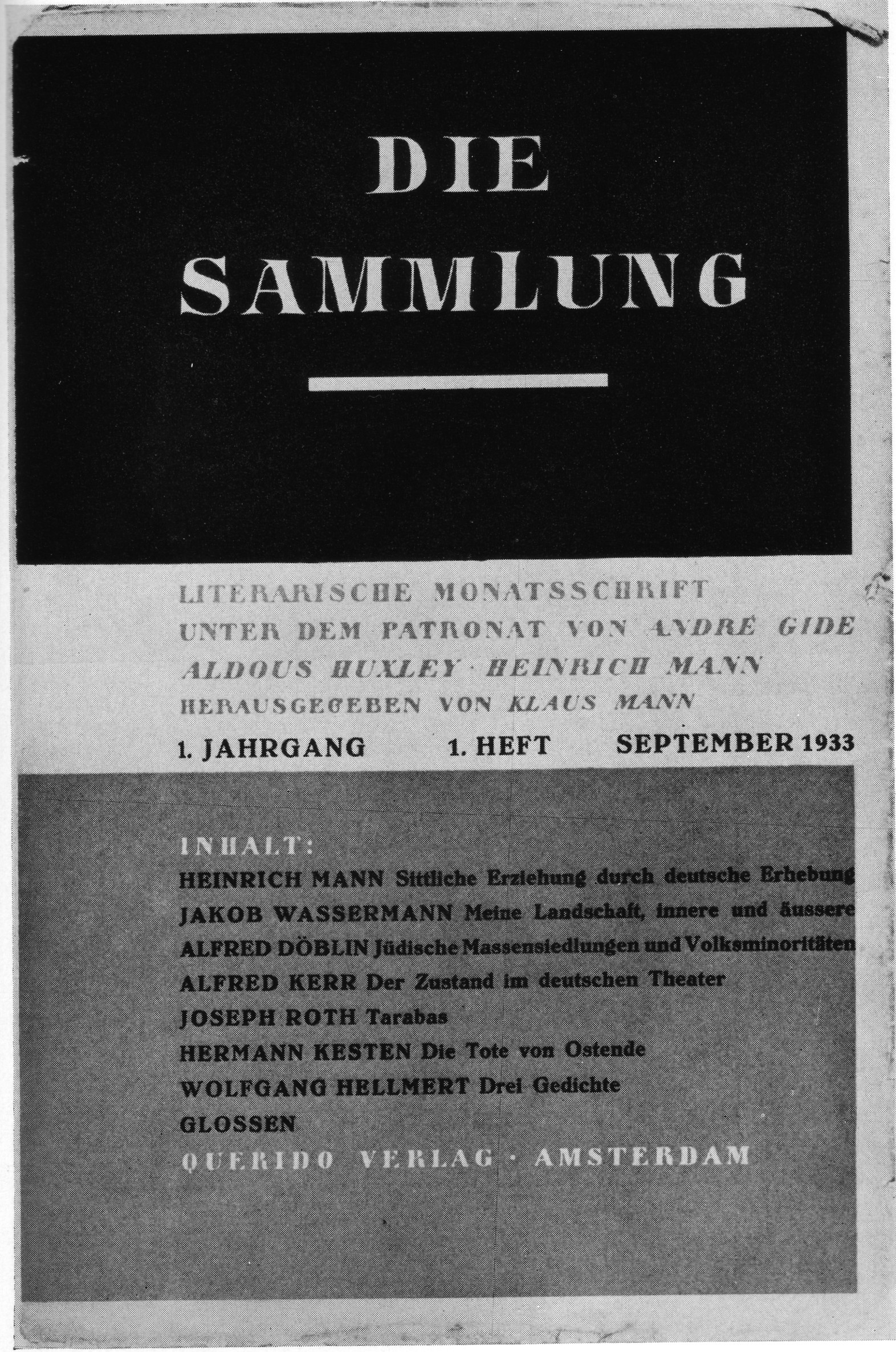
A primeira capa original da revista alemã antifascista de Amesterdão A Assembleia, de Setembro de 1933.

Schwarzenbach escreveu as suas obras em alemão. Muitas das suas obras não foram traduzidas tanto para o inglês como para o português. Veja a sua bibliografia em:
- Das glückliche Tal (em alemão). [S.l.]: Huber Verlag. 2001. ISBN 3-7193-0982-7
- Bei diesem Regen (em alemão). [S.l.]: Lenos. 1989. ISBN 3-85787-182-2
- Jenseits von New York (em alemão). [S.l.]: Lenos. 1992. ISBN 3-85787-216-0
- Freunde um Bernhard (em alemão). [S.l.]: Lenos. 1998. ISBN 3-85787-648-4
- Auf der Schattenseite (em alemão). [S.l.]: Lenos. 1995. ISBN 3-85787-241-1
- Flucht nach oben (em alemão). [S.l.]: Lenos. 1999. ISBN 3-85787-280-2
- Alle Wege sind offen (em alemão). [S.l.]: Lenos. 2000. ISBN 3-85787-309-4
- Winter in Vorderasien (em alemão). [S.l.]: Lenos. 2002. ISBN 3-85787-668-9
- Orientreisen. Reportagen aus der Fremde (em alemão). [S.l.]: Berlin: edition ebersbach. 2010. ISBN 978-3-86915-019-2
- Das Wunder des Baums. Roman. Ed. Sofie Decock, Walter Fähnders, Uta Schaffers (em alemão). Zürich: Chronos, 2011. ISBN 978-3-0340-1063-4.
- Afrikanische Schriften. Reportagen – Lyrik – Autobiographisches. Mit dem Erstdruck von «Marc». Hrsg. von Sofie Decock, Walter Fähnders und Uta Schaffers (em alemão). Chronos, Zürich 2012, ISBN 978-3-0340-1141-9.

### Publicadas em português
- Novela lírica. [S.l.]: Granito, Editores e Livreiros. 2002. ISBN 972-8594-22-4[11]
- Morte na Pérsia. [S.l.]: Tinta da China. 2008. ISBN 978-972-8955-65-6[12]
- Todos os Caminhos Estão Abertos. [S.l.]: Relógio D'Água. 2016. ISBN 9789896416614[13]
- Inverno no Próximo Oriente. [S.l.]: Relógio D'Água. 2017. ISBN 9789896417208[14]

### Obras sobre Annemarie
- Walter Fähnders / Sabine Rohlf (2005). Analysen und Erstdrucke. Mit einer Schwarzenbach-Bibliographie. (em alemão). [S.l.]: Bielefeld: Aisthesis. ISBN 3-89528-452-1
- Georg Trakl. Erstdruck und Kommentar, hrsg. v. Walter Fähnders u. Andreas Tobler. In: Mitteilungen aus dem Brenner-Archiv 23/2004, S. 47-81
- Pariser Novelle, Erstdruck aus dem Nachlaß, hrsg. v. Walter Fähnders. In: Jahrbuch zur Kultur und Literatur der Weimarer Republik 8, 2003, S. 11-35.
- Ella Maillart/Nicolas Bouvier (2003). Unsterbliches Blau (em alemão). [S.l.]: Scheidegger & Spiess. ISBN 3-85881-148-3
- Wir werden es schon zuwege bringen, das Leben (em alemão). [S.l.: s.n.] ISBN 3-89085-681-0. Briefe von A. Schwarzenbach an Klaus und Erika Mann
- Gonçalo Villas-Boas (2004). Annemarie Schwarzenbach em Portugal 1941-1942: textos de Annemarie Schwarzenbach sobre Portugal. [S.l.]: Centro Interuniversitário de Estudos Germanísticos. ISBN 972-99033-1-X
- Emília Tavares/Sónia Serrano (2010). Auto-retratos do Mundo. [S.l.]: Tinta da China. ISBN 9789896710262